# The Cro-Magnons
The Cro-Magnons (ザ・クロマニヨンズ?, Za Kuromaniyonzu) sono un gruppo musicale giapponese rock fondato a luglio 2006 da Hiroto Kōmoto (voce) e Masatoshi Mashima (chitarra), entrambi in precedenza membri dei gruppi The Blue Hearts e The High-Lows, insieme a Masaru Kobayashi (basso) e Katsuji Kirita (batteria).

## Membri
- Hiroto Kōmoto (甲本ヒロト?) (voce)
- Masatoshi Mashima (真島昌利?) (chitarra)
- Masaru Kobayashi (小林勝?) (basso)
- Katsuji Kirita (桐田勝治?) (batteria)

## Discografia

### Album
- 2006 - The Cro-Magnons (ザ・クロマニヨンズ Za Kuromaniyonzu)[1]
- 2007 - Cave Party (ケイヴ パーティ Keivu Paati)
- 2008 - Fire Age (ファイヤー エイジ Faiyaa eiji)
- 2009 - Mondo Roccia (モンド ロッチャ Mondo Roccha)
- 2010 - Oi! Um bobo
- 2012 - Ace Rocker (Eisu Rokka)

### Singoli
- 2006 - Tally Ho (タリホー Tari Hō)[1]
- 2007 - Kami Hikōki (紙飛行機 Paper Airplane)[2]
- 2007 - Giri Giri Gagangan (ギリギリガガンガン)
- 2008 - Eight Beat (エイトビート Eito Biito)
- 2008 - Speed and Knife (スピードとナイフ Supiido to Naifu)
- 2009 - Glycerin Queen (グリセリン・クイーン Guriserin Kuiin)
- 2010 - Curry and Leather Motorcycle Jumper (オートバイと皮ジャンパーとカレー Autobai to Kawa Jampa to Kare) (October 20, 2010)
- 2011 - Streamline Shape (流線型 Ryusenkei)
- 2011 - Hop On!! Bonnie!! (飛び乗れ!!ボニー!! Tobinore!! Bonnie!!)
- 2011 - Number One Guy! (ナンバーワン野郎! Nanbaa Wan Yarou!)
- 2011 - Thunderstorm Shine (雷雨決行 Raiu Kekko)
- 2012 - Assault Rock (突撃ロック, Tetsugeki Rock)